# Aéroport de Cognac-Châteaubernard
Ne doit pas être confondu avec Aéroport international Angoulême-Cognac.
L'aéroport de Cognac - Châteaubernard (code IATA : CNG • code OACI : LFBG) est un aéroport du département de la Charente à usage restreint (aérodrome militaire) situé sur la commune de Châteaubernard dans l'enceinte de la Base aérienne 709 Cognac-Châteaubernard. Il est situé à 6 kilomètres au Sud de la ville de Cognac.
Cet aéroport n'est plus ouvert à la circulation publique (CAP). Il possède néanmoins un aéroclub et accueil les vols de transports d'organes pour les hôpitaux du Grand Cognac.
La partie civile est gérée par le Syndicat Mixte des Aéroports de Charente qui dispose également de la Régie de l'Aéroport Angoulême-Cognac depuis 2017. L'affectataire principal des lieux est le ministère des Armées (Armée de l'air et de l'Espace).

## Histoire

### L'aéroclub
L'aérodrome accueille un aéro-club, les Ailes Cognacaises qui a débuté le 21 juin 1935 par le dépôt des statuts de l'Aéro-club de Cognac. La grande aventure des ailes commençait, du planeur entièrement construit par M. Dauvergne, au Farman 403 piloté avec maîtrise par Maurice Hennessy.
Cet aéroclub est habilité à l’entraînement des réservistes de l’Armée de l’Air.

### L'aéroport civil
L'aéroport civil de Cognac - Châteaubernard a été ouvert au transport de passagers (en concurrence avec l'aéroport d'Angoulême qui a pris l'appellation "Aéroport d'Angoulême - Cognac", plus proche de la ville d'Angoulême), en particulier aux vols privés au bénéfice d'entreprises de la région notamment afin d'accueillir les clients et les cadres des maisons de négoce.
L'aéroport civil qui se trouve dans la base militaire était géré par la Chambre de commerce et d'industrie de Cognac.
L'aérogare civile a vu le jour en 1977 et dans les années 1980, elle a vu passer jusqu’à 5 000 passagers avec environ 250 mouvements par an. Elle possédait une salle d'embarquement de 200 m2, des tapis roulant et même une zone douanière.
Des Boeing 727, des Caravelle, des DC 8 se posaient là, sans difficulté en raison des longueurs de piste contrairement à Angoulême. Sans oublier les deux "Mystère 20" appartenant aux maisons Hennessy et Martell qui possédaient deux hangars.
L'activité a décliné jusqu'à tomber en dessous de 1 000 passagers par an à la fin des années 1990.
L'aéroport de Cognac - Châteaubernard est fermé à la circulation aérienne publique depuis 2000.
En 2012, la Chambre de Commerce et d'Industrie l'a transféré au Syndicat mixte des aéroports de Charente basé à Angoulême.

Il est toujours géré par le Syndicat Mixte des Aéroports de Charente basé à Angoulême et qui gère aussi l'Aéroport d'Angoulême-Cognac. 

Vues aériennes de l'aéroport de Cognac - Châteaubernard de 1973 à 2014
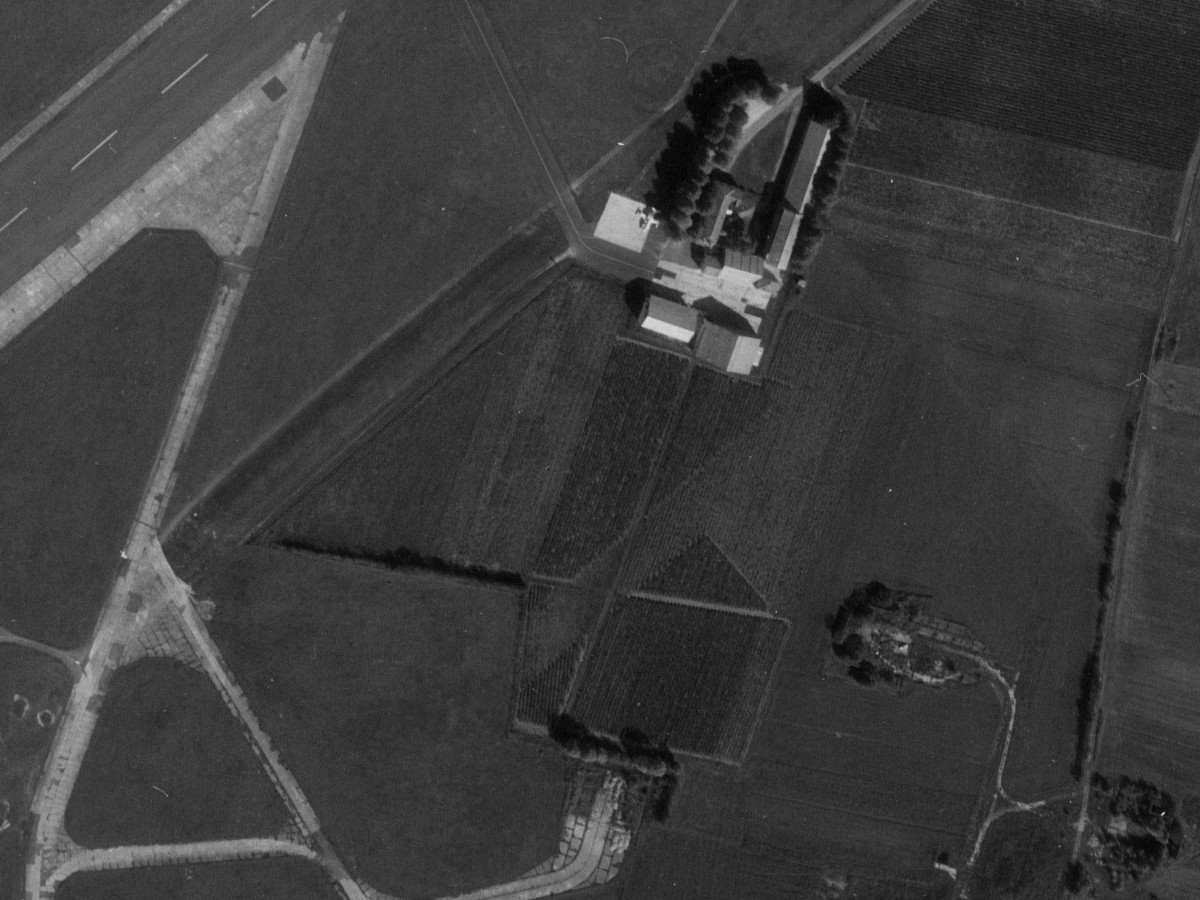
Partie civile de la base militaire de Cognac (aéroport de Cognac) en 1973.
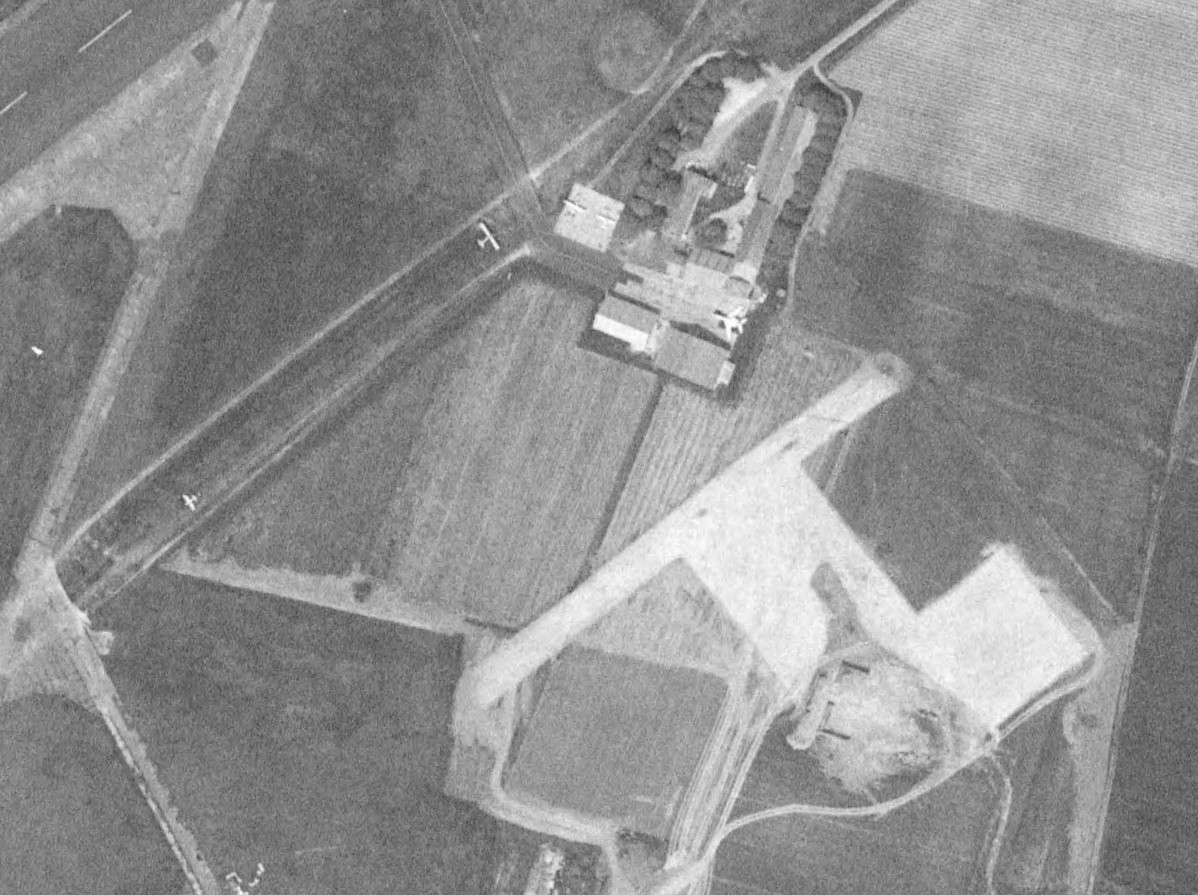
Partie civile de la base militaire de Cognac (aérogare de Cognac en construction ) en 1974.
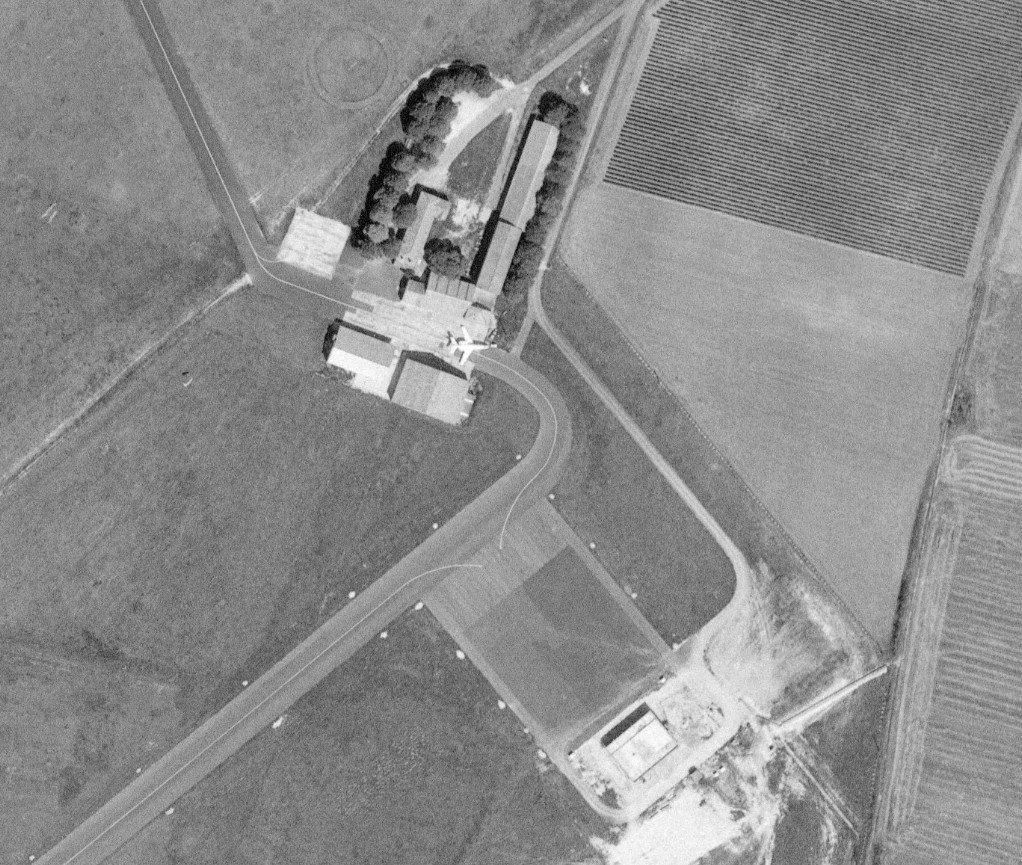
Partie civile de la base militaire de Cognac (aéroport de Cognac) en 1977.
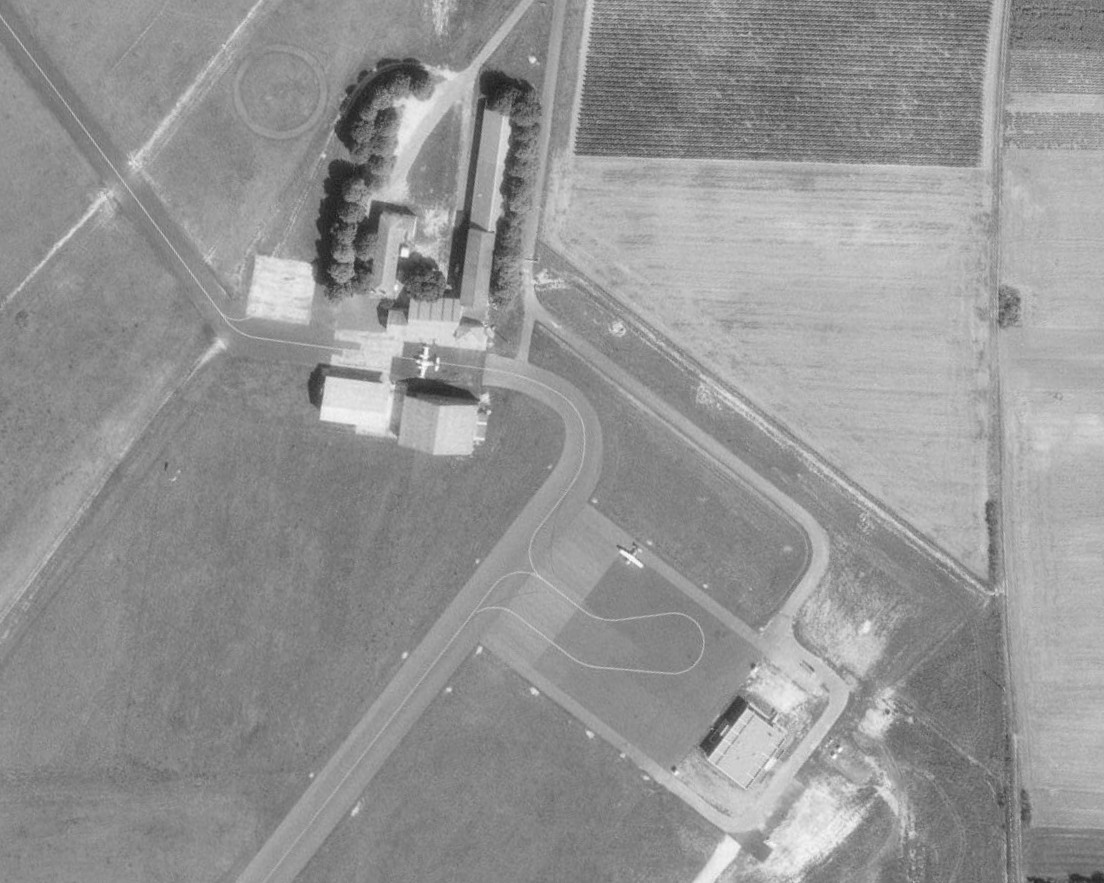
Partie civile de la base militaire de Cognac (aéroport de Cognac) en 1978.
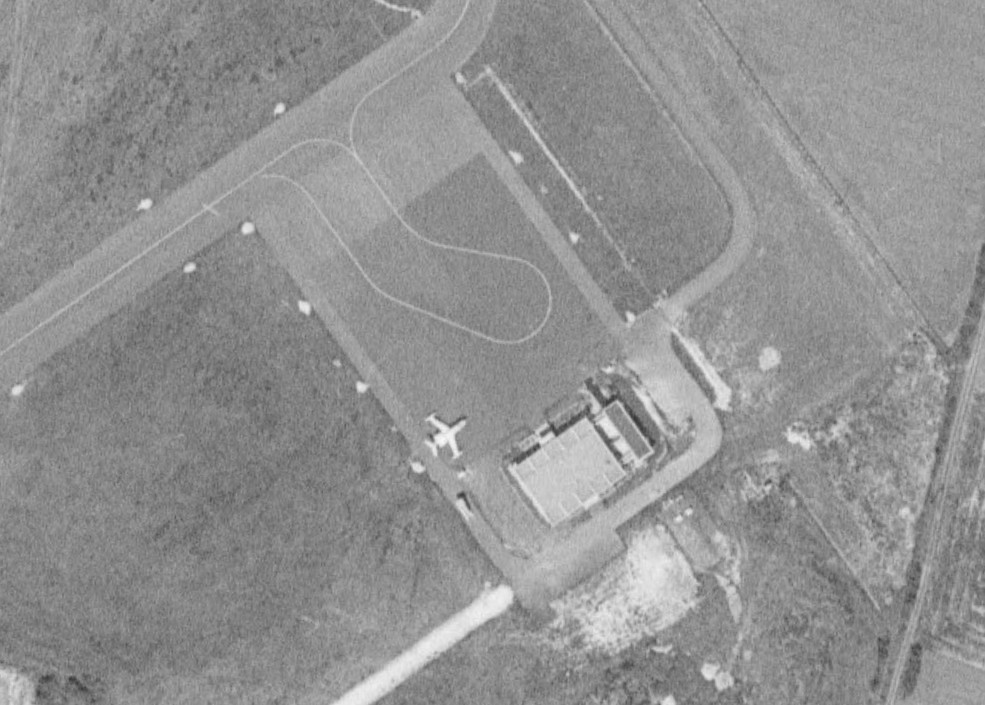
Aérogare de Cognac en 1980.
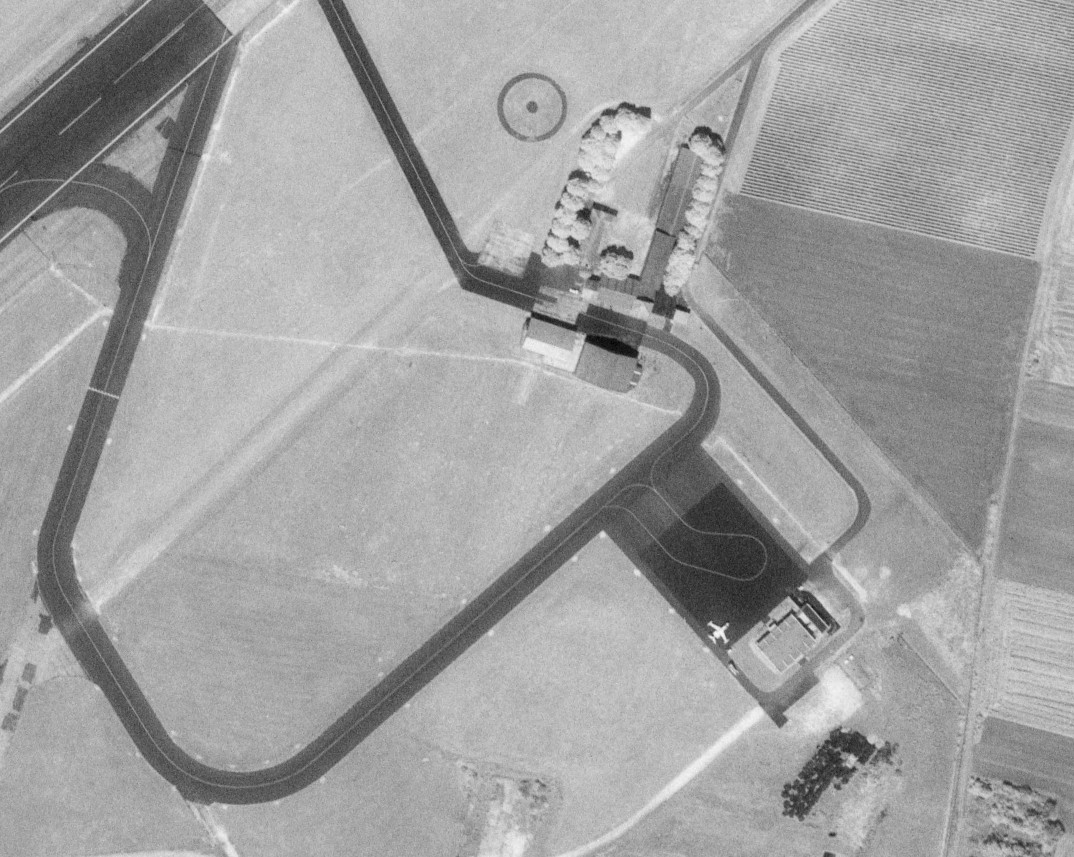
Partie civile de la base militaire de Cognac (aéroport de Cognac) en 1980.
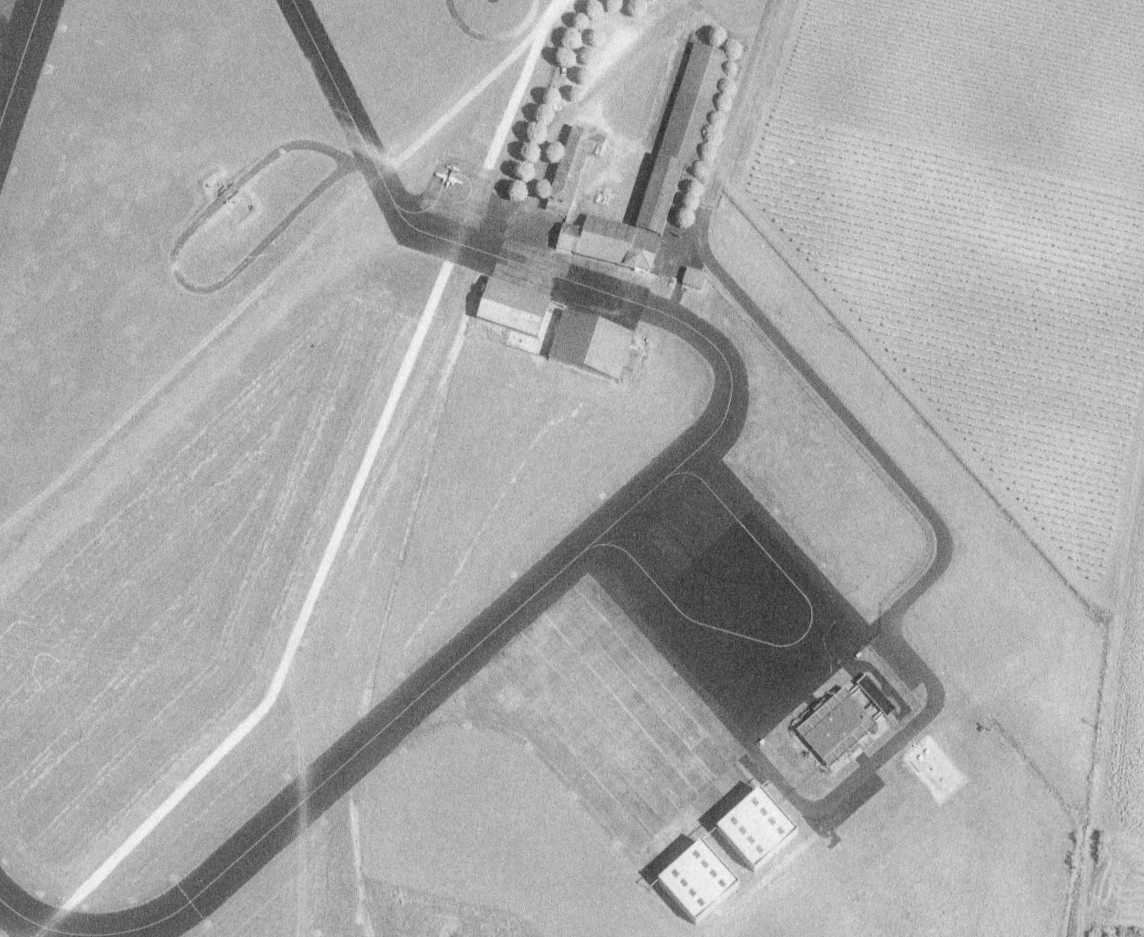
Partie civile de la base militaire de Cognac (aéroport de Cognac) en 1991.
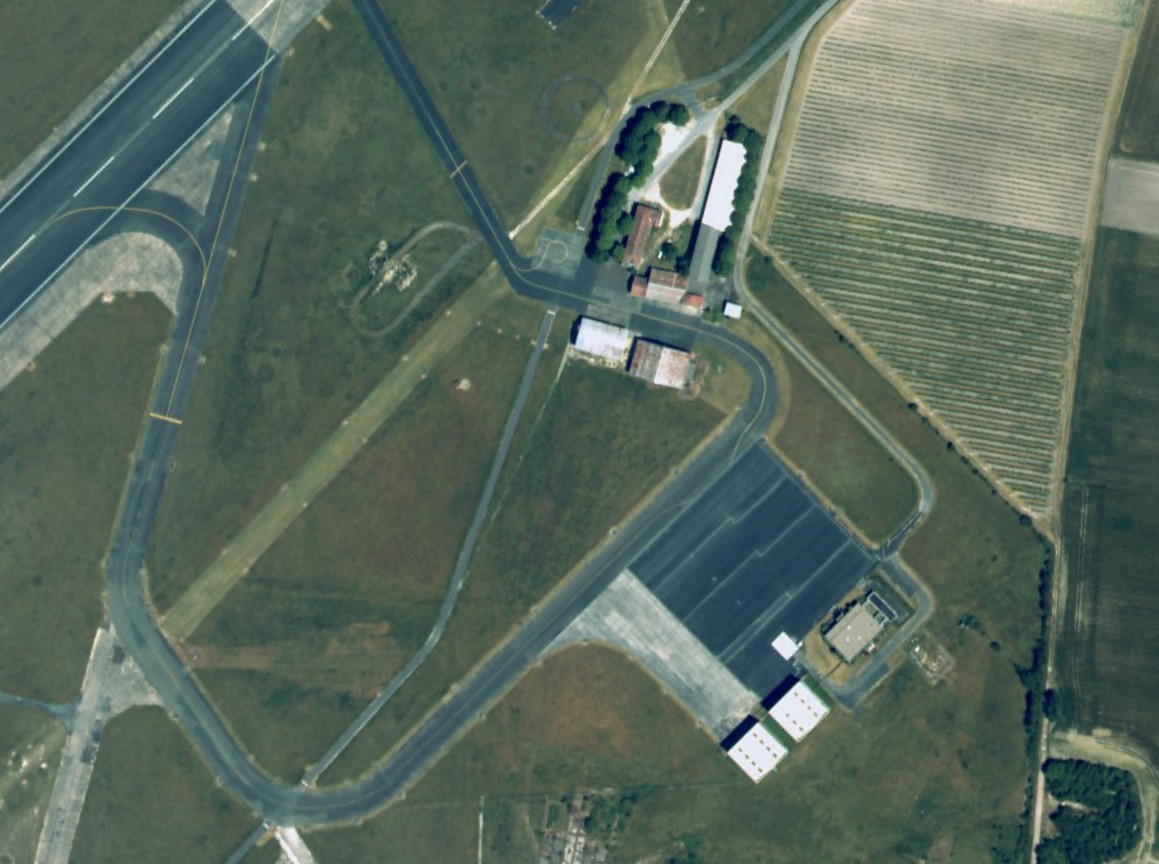
Partie civile de la base militaire de Cognac (aéroport de Cognac) en 2006.
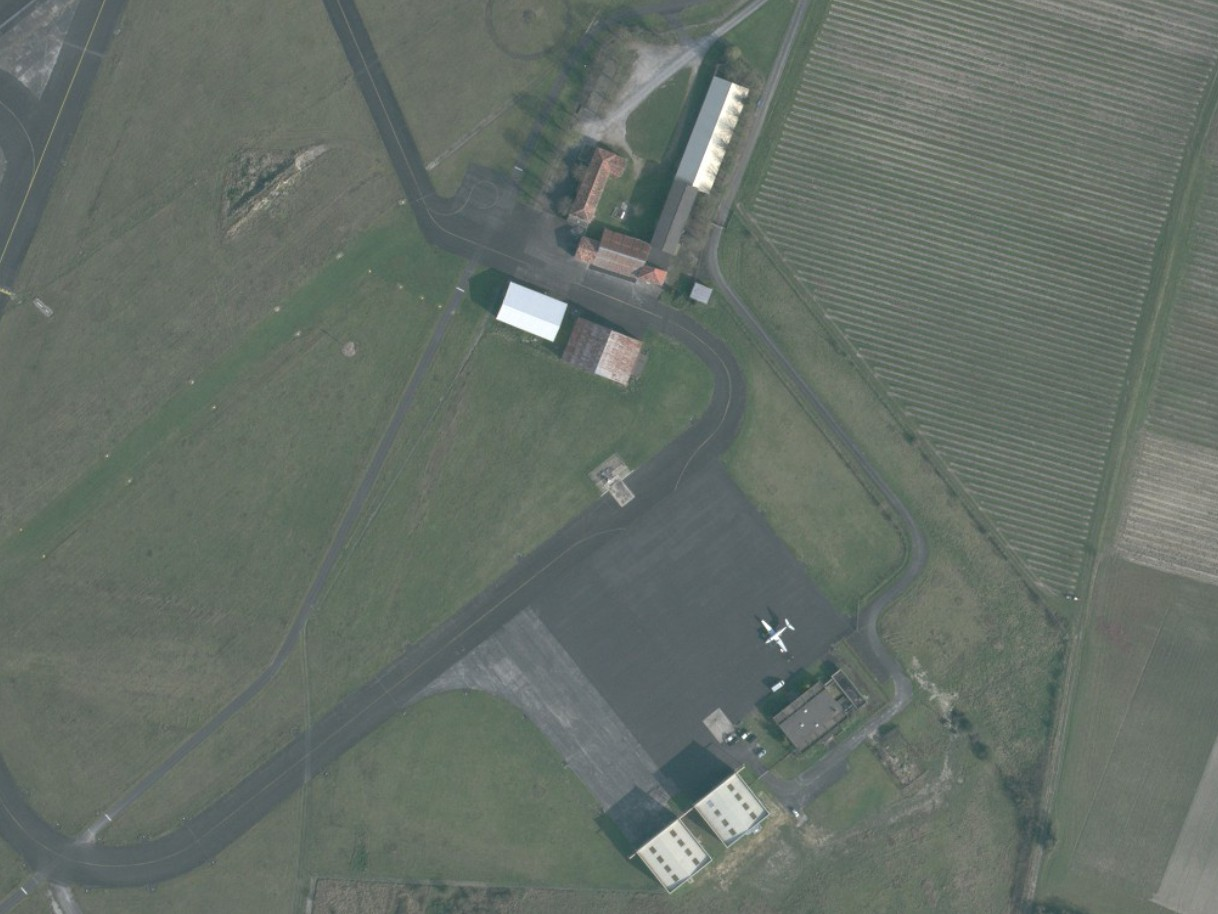
Partie civile de la base militaire de Cognac (aéroport de Cognac) en 2014.

### Les lignes commerciales
Sur la saison hiver 1976-1977, Air Aquitaine commercialisait une ligne vers Lyon-Satolas (aujourd'hui Lyon-St Exupéry), en Cessna 6/7 places, 3 fois par semaine. L'appareil était celui de la compagnie Europ'Air, basée sur l'aérodrome d'Angoulême et associée à la compagnie Air Aquitaine.
Air Aquitaine/Europ'Air utilisait également le Beechcraft 99 sur la ligne.
La ligne partait initialement de l'aéroport d'Angoulême-Bel Air mais l'état de la piste de ce dernier n'étant pas satisfaisant obligeant les compagnies a réduire le nombre de passagers à bord de leurs avions, le Chambre de commerce et d'industrie était obligée de faire fermer les lignes fin 1974.
La ligne Angoulême - Lyon devenait donc Cognac - Lyon.

## Infrastructure
L'aéroport est classé en catégorie B et sur la liste 3 des aérodromes (à usage restreint). Son emprise au sol est de 445 hectares.
Il dispose des infrastructures de l'armée de l'air à savoir: 
- Pistes balisées diurnes/nocturnes ILS catégorie 1,
- Tour de contrôle militaire,
- Niveau SSLIA de catégorie 4.

## Opérateurs aériens
- Aéroclub de Cognac: http://aeroclub.cognac.free.fr/index.php

## Statistiques
| Année | Passagers | Mouvements commerciaux | Mouvements non commerciaux |
| ----- | --------- | ---------------------- | -------------------------- |
| 2013  | 19        | 7                      | 1                          |
| 2012  | 58        | 18                     | 26                         |
| 2011  | 157       | 22                     | 51                         |
| 2010  | 302       | 44                     | 30                         |
| 2009  | 120       | 20                     | 26                         |
| 2008  | 93        | 18                     | 2                          |
| 2007  | 214       | 60                     | 36                         |
| 2006  | 390       | 76                     | 25                         |
| 2005  | 158       | 68                     | 0                          |
| 2004  | 471       | 68                     | 84                         |
| 2003  | 478       | 53                     | 98                         |
| 2002  | 822       | 45                     | 114                        |
| 2001  | 1 202     | 122                    | 130                        |
| 2000  | 971       | 166                    | 58                         |
| 1999  | 1 896     | ---                    | ---                        |
| 1998  | 463       | ---                    | ---                        |
| 1997  | 1 139     | ---                    | ---                        |